# یواس‌ان‌اس دیوید سی شنکس (تی-ای‌پی-۱۸۰)
یواس‌ان‌اس دیوید سی شنکس (تی-ای‌پی-۱۸۰) (به انگلیسی: USNS David C. Shanks (T-AP-180)) یک کشتی بود که طول آن 489 ft بود. این کشتی در سال ۱۹۴۳ ساخته شد.